# محمد جعفر السبزواري
الملا محمد جعفر السبزواری (الفارسية: ملا محمدجعفر سبزواری) (تُوفي في 20 تشرين الأول 1722 م) كان أحد علماء ورجال الدين الإيرانيين في القرن الثاني عشر الهجري، وإمام صلاة الجمعة في مسجد الشاه في أصفهان ومؤلف العديد من الكتب والرسائل منها "نوروزنامه" و"معاد" الذي جُمع بناءً على طلب الشاه سلطان حسين الصفوي.

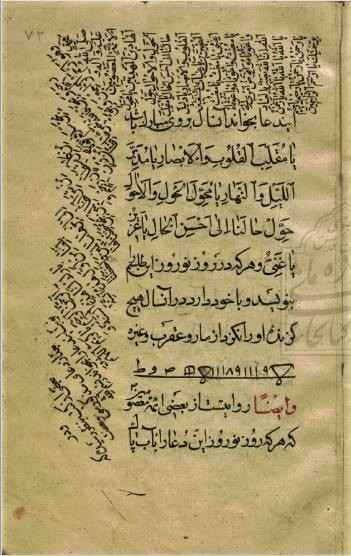
مخطوطة "نوروزنامه" للملا محمد جعفر السبزواري ، تاريخ التأليف 1817.

## الحياة والنسب
وُلد الملا محمد جعفر السبزواري في أصفهان وهو الابن الأكبر لمحمد باقر السبزواري (المعروف بالمحقق السبزواري) (1608-1679) ونسبه هو كما يلي: محمد جعفر بن آخوند الملا محمد باقر بن محمد مؤمن الشريف السبزواري. كان عالمًا في العلوم الإسلامية. كان أحد طلاب والده (المحقق السبزواري)، كما درس عند المحقق الخنساري، ومحمد باقر المجلسي، وقام بتدريس العلوم الإسلامية في أصفهان لسنوات عديدة.
زوجته خير النساء خانوم بنت آغا عليناغي تُوفيت بعده في تشرين الأول سنة 1730 م، ودُفنت إلى جانب قبر زوجها في الجزء الجنوبي من مسجد الحاكم في أصفهان. وكان ابنه الأكبر ميرزا محمد رحيم شيخ الإسلام في أصفهان من عام 1738 إلى عام 1767. توفي في 9 أيار 1768. وكان ابنه الآخر الملا محمد زكي عبقريًا وباحثًا درس العلوم الدينية في أصفهان، لكنه توفي في سن مبكرة (1698)، وقد تم تثبيت شاهد قبره على الحائط في الغرفة الشمالية الشرقية من ضريح آغا حسين الخنساري في تخت فولاذ. وكان للملا محمد جعفر السبزواري أيضًا ابنة تدعى رقية شريف وكانت امرأة خيرية. قامت بتخصيص عدة عقارات تقع في مزارع خير آباد وينغ آباد وقاسم آباد في مقاطعة جرغويه في أصفهان وممتلكاتها لخدمة الحجاج المسلمين في عام 1749 م الذاهبين لمكة. كانت نشطة جدًا في إقامة الاحتفالات الدينية مثل المولد النبوي والأعياد.

## الأعمال

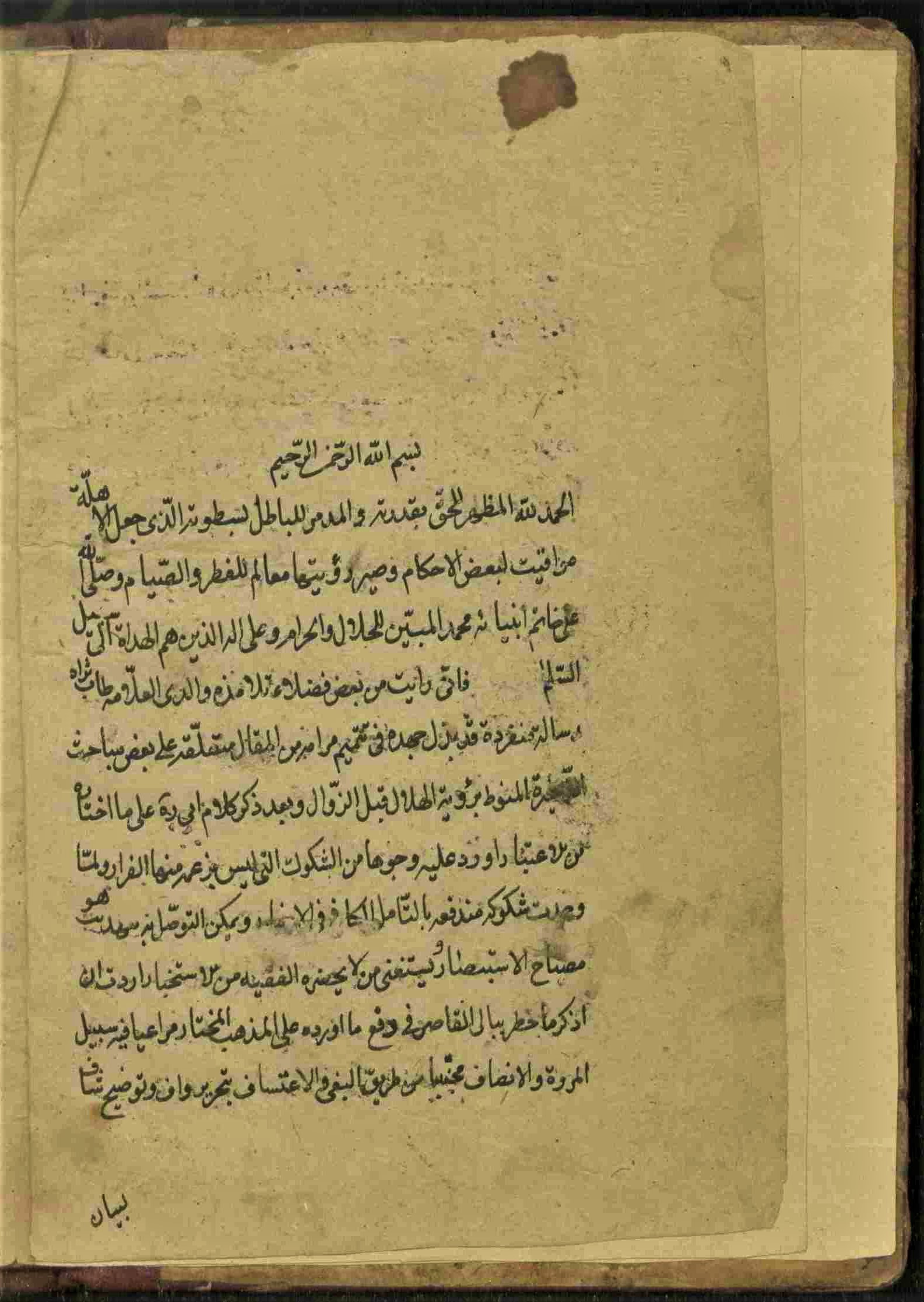
مخطوطة للملا محمد جعفر السبزواري في "صحة رؤية الهلال قبل الزوال".

وقد ألف العديد من الكتب والرسائل منها ما يلي:
- الوتيرة: في هذه الرسالة يثبت أن الجلوس في صلاة الوتيرة (نافلة صلاة العشاء) مباح. النسخة موجودة في المجموعة رقم 474 في مكتبة المرعشي النجفي في قم وتعود لسنة 1710 م.[9]
- التكبيرات السبع: تعود لسنة 1710 م
- روئت الهلال قبل زوال ( العربية: روئت الهلال قبل از زوال ، English meaning: رؤية الهلال قبل الزوال ): نسخة رقم 1866 موجودة في المكتبة المركزية بجامعة طهران [الإنجليزية]، سنة 1710 م.[10]
- شرح كتاب الفيء لمحمد جمال الدين المكي العاملي: توجد نسخة منه باللغة الفارسية تعود لسنة 1715 في المكتبة المركزية لآستان قدس رضوي برقم 9936.[11]
- رساله دار المعاذ في القيامة بناء على طلب الشاه سلطان حسين الصفوي (الفارسية: رساله در معاد به درخواست شاه سلطان حسین صفوی): تتضمن شرح تفسير الآيات الأخيرة من سورة الزمر في ثلاثة فصول.
- رسالة النوروز بناء على طلب الشاه سلطان حسين الصفوي (الفارسية: نوروزنامه به درخواست شاه سلطان حسین صفوی) تتضمن: مقدمة وثلاثة فصول وخاتمة، وتحتوي على وصف كامل للأدعية والأطعمة المختلفة الموصى بها في النوروز، 1817 م.[12][13]
- رسالة في تحديد يوم النوروز ( الفارسية: رساله در تعیین روز عید نوروز).[14]

كما كتب وجمع بعض الكتب الدينية والعلمية في عصره بخط جميل يسمى النسخ، بما في ذلك نسخة من كتاب "حقيقة اليقين [الإنجليزية]" لمحمد باقر المجلسي والتي توجد برقم 1942 في مكتبة مرعشي النجفي.

## المواقف والأحداث
- عُين الملا محمد جعفر السبزواري إمامًا لصلاة الجماعة في مسجد الحكيم، وبعد وفاة الملا محمد صالح بن رضا قلي في عام 1685 عُين إمامًا للمسجد العباسي الكبير الجديد (مسجد الشاه).[16]
- وكان الملا محمد جعفر وأخوه الملا محمد هادي من بين العلماء الذين شاركوا، بدعوة من الشاه سلطان حسين الصفوي، في الجمعية العلمية التي عُقدت في 5 أيلول 1710 لتحديد التاريخ الدقيق لميلاد علي بن أبي طالب بالمخطوطات. وقد أعرب هذان الأخوان عن رأيهما استنادًا إلى المصادر والوثائق التي كانت بحوزتهما. وفي ختام المجلس كان رأي أغلب العلماء والباحثين هو الثالث عشر من رجب، وأعلن الشاه هذا اليوم عيدًا رسميًّا ذكرى لعلي بن أبي طالب في كل البلاد.[17][18]
- كما حضر الملا محمد جعفر وأخوه الملا محمد هادي حفل افتتاح مدرسة جهار باغ في 4 أيلول 1710 م، وهو أحد أعرق التجمعات والاجتماعات في الحكومة الصفوية، وبأمر من الشاه سلطان حسين الصفوي وبدعوة من الحكام والأشراف والعلماء والمعلمين وجميع شيوخ البلاد.[19]

## أساتذته
استفاد الملا محمد جعفر السبزواري خلال دراسته من أساتذة مشهورين منهم:
- محمد باقر السبزواري (والده)
- المحقق الخنساري
- محمد باقر المجلسي
- ميرزا رفيع النائيني[23]
- مير سيد إسماعيل خاتون عبادي[24]

## تلاميذه
كما قام الملا محمد جعفر السبزواري بتدريس تلاميذ بارزين، منهم:
- محمد جعفر بن محمد الشافعي النائيني:[27] من علماء القرن الثاني عشر الهجري. ويبدو أنه كان أحد طلاب الملا محمد جعفر السبزواري. وكتب بخط يده كتابي "الفطيرة" و"رؤية الهلال قبل الزوال" و"التكبيرات السبع" من تأليف الملا محمد جعفر السبزواري في أيلول 1710، وهذه الكتب المخطوطة بيده موجودة في مكتبة مرعشي النجفي برقم 478.[28]

## في عيون الآخرين
يقول عنه حزين لاهيجي في كتابه التاريخ ورحلاته: كان الملا محمد جعفر السبزواري عبقريًّا، وكان من التابعين المشهورين والزاهدين.

## الزوال

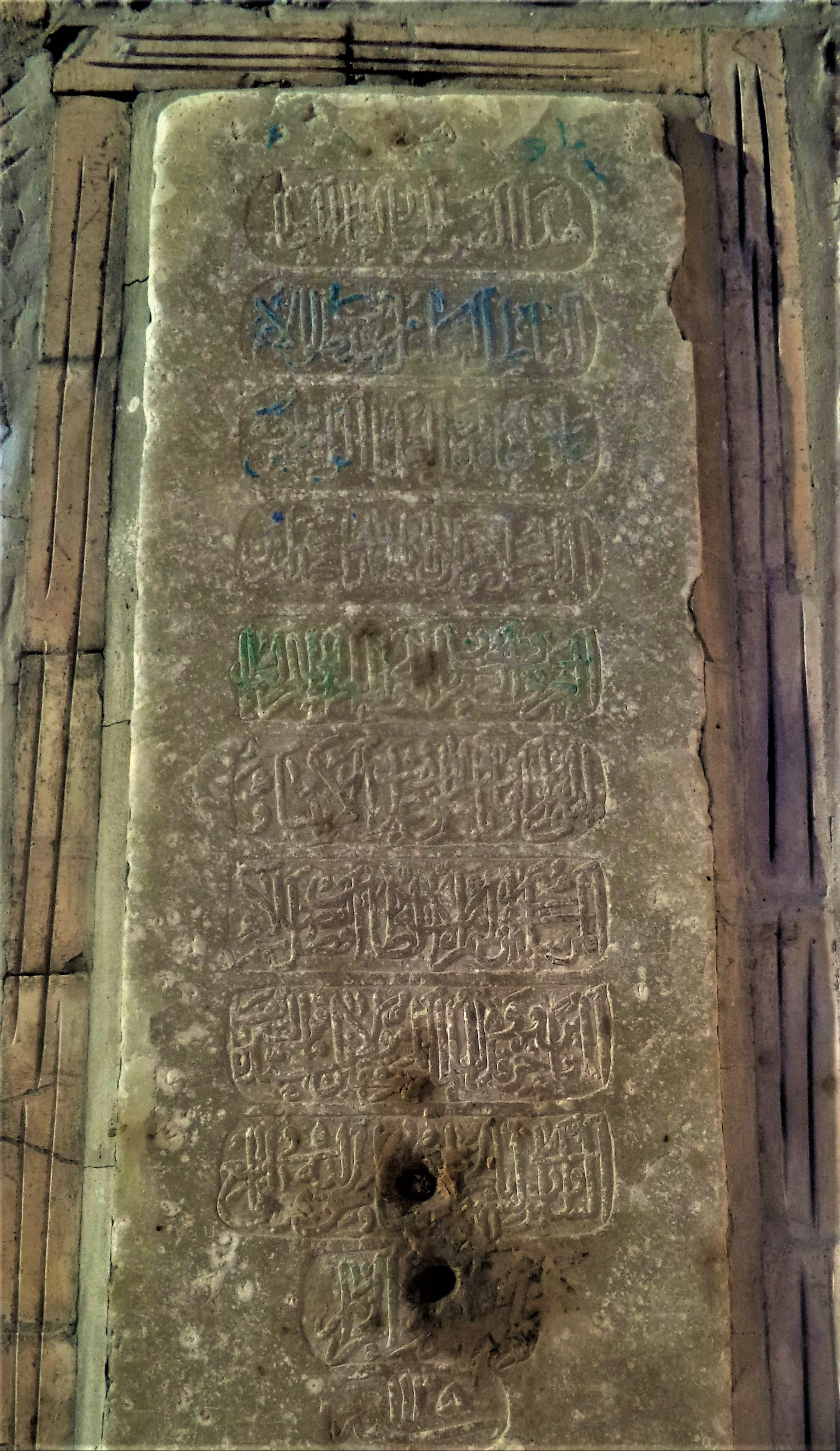
شاهد قبر الملا محمد جعفر السبزواري

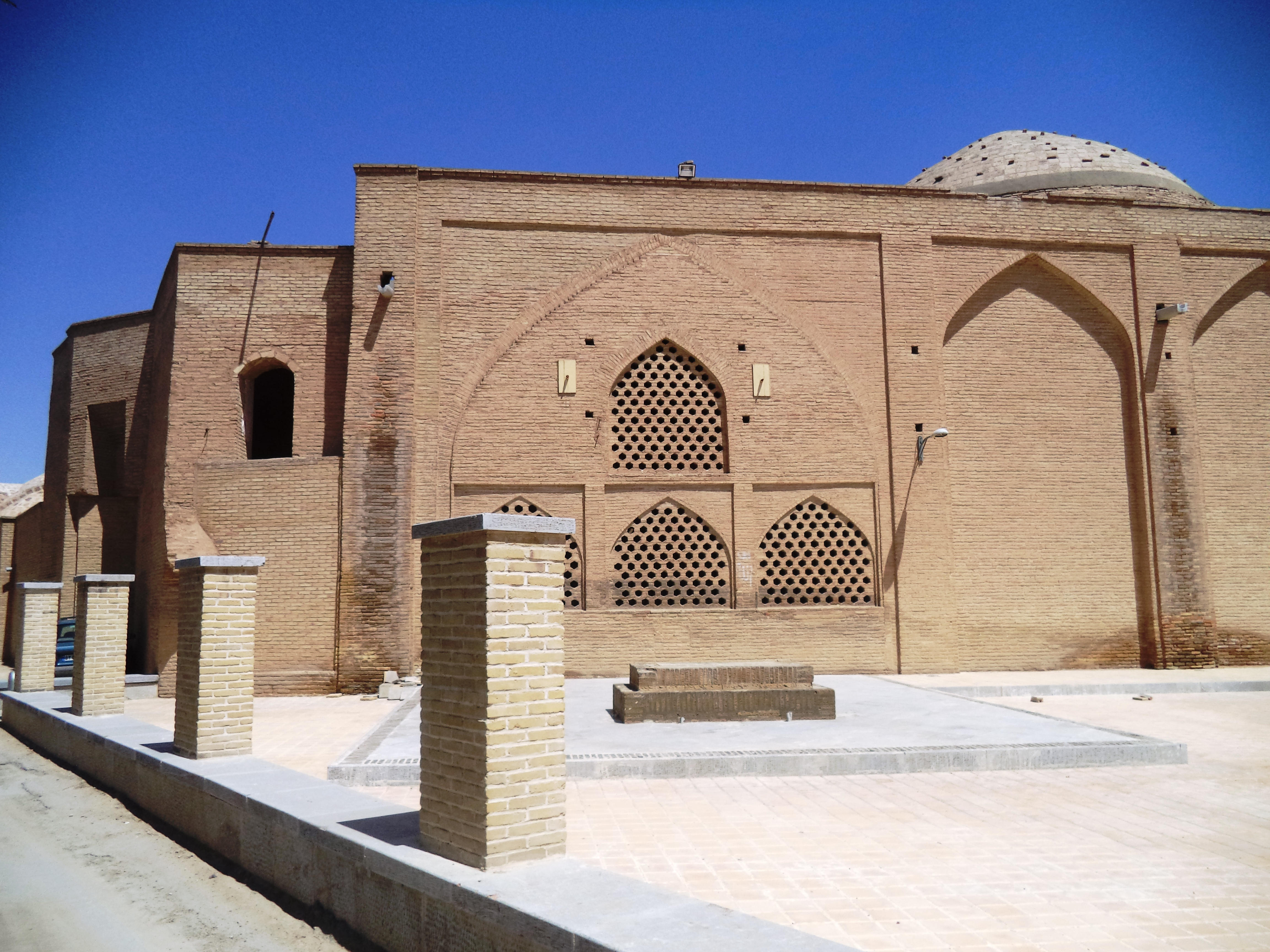
قبر الملا محمد جعفر السبزواري

مرض الملا محمد جعفر السبزواري عندما كانت أصفهان تحت حصار الأفغان وكان سكان المدينة يعانون من ارتفاع الأسعار والمجاعة. توفي في 20 تشرين الأول 1722، ولأنه لم يكن من الممكن نقل جثمانه إلى تخت الفولاذ أو مشهد (قبر والده)، فقد نُقل جثمانه إلى مسجد الحكيم، الذي كان على طول زقاق منزله، ودُفن في الجزء الجنوبي من المسجد، المعروف باسم "بارف أنداز" . وظل ضريحه بعيدًا عن متناول العامة لسنوات، بل لعدة قرون، حتى أنه في السنوات الأخيرة، ومع بناء شارع الحكيم، أصبح هذا القبر والضريح يقعان بجوار الشارع. وقد تم تجديد هذه المنطقة وأصبحت مكانًا للزيارة.

## قراءة إضافية
- كتاب "رؤية الهلال من وجهة نظر العلماء": أثار اختلاف المراجع الإسلامية والدول في إثبات رؤية هلال رمضان وشوال تساؤلات وقضايا خلقت إشكالات أمام الصائمين في أداء فرائضهم الدينية وإقامة الاحتفالات الإسلامية المهمة. إن كتاب "رؤية الهلال من وجهة نظر العلماء" (الفارسية: رؤیت هلال از دیدگاه علما)[32] (2'005، بوستانه كتاب، مجمع العلوم والثقافة الإسلامية) لرضا مختاري ومحسن صادقي، يتناول هذه المسألة، وفي المجلد الأول، الجزء الثاني، ثلاثون رسالة مستقلة في رؤية الهلال، تم تصحيحها وإدراجها، أولها من المؤلف الشيخ المفيد (948-1022) وآخرها من المؤلف محمود الهاشمي الشاهرودي. الرسالة رؤية الهلال قبل زوال (العربية: روئت الهلال قبل از زوال) لمحمد جعفر السبزواري (ت 1722) هي الرسالة التاسعة المضمنة في هذا الكتاب. وفي الجزء الثالث يتضمن آراء فقهاء الشيعة بالتفصيل منذ القرن الرابع الهجري إلى الآن.[33] كتاب رؤية الهلال من وجهة نظر العلماء (الفارسية: رؤیت هلال از دیدگاه علما) اُختير ككتاب العام للحوز'ة العلمية في إيران في عام 2006 م.[34]

- رسائل النوروز: كان للدين الشيعي أهمية خاصة في حياة الإيرانيين الصفويين. ولذلك فمن المهم جدًّا دراسة تعامل النصوص الدينية في تلك الفترة مع عيد النوروز، باعتباره أكبر احتفال وطني متبق من ثقافة إيران القديمة. في العصر الصفوي، أدت المناقشات الدينية حول النوروز إلى كتابة العديد من الرسائل بعنوان " نوروزية " (الفارسية: نوروزیه). في البحث التالي، تُعرض العديد من "النوروزيات"، بما في ذلك رسالة الملا محمد جعفر سبزواري والدورة الزمنية للكتابة، والسمات اللغوية والأدبية، ويتم دراسة بنية محتوى هذه الرسائل: زارشيناس، الزهراء / الجعفري، محسن، معهد العلوم الإنسانية والدراسات الثقافية، نوروز وكتابة النوروزية في العصر الصفوي (الفارسية: نوروزیه و نوروزیه نویسی در عصر صفوی)، السنة الثالثة، العدد الثاني 2012، ص. 65–88.[35] كانت هذه المقالة هي المقالة المختارة في مجال التاريخ في الحفل الثالث عشر لتكريم داعمي المخطوطات ، الذي أقامته المكتبة الوطنية الإيرانية في 19 تشرين الثاني 2013،.[36][37]

- لماذا كُتبَت كل هذه الرسائل النوروزية في العصر الصفوي؟ إن أصل التقويم الإسلامي هو الأول من شهر محرم، ويحتفل به أهل السنة كبداية العام الجديد. ولكن هذا غير ممكن عند الشيعة، لأن شهر محرم هو شهر الحزن عندهم وقد وقعت فيه أحداث كربلاء، ولا يستطيعون الاحتفال به في بدايته. ولذلك أصبح عيد النوروز في العصر الصفوي مهمًّا مع الحفاظ على أساس حساب التقويم الحالي الذي يعتبر الأول من محرم بداية العام الهجري. وكتبوا عدة رسائل لتسليط الضوء على عيد النوروز، الذي كان يعتبر وقتًا مناسبًا للاحتفال. المقال التالي يتناول هذه القضية، والتي تتضمن رسالة الملا محمد جعفر السبزواري: جعفريان، رسول، لماذا كُتبت كل هذه الرسائل النوروزية في العصر الصفوي؟ (الفارسية: چرا این همه رساله نوروزیه در دوره صفویه نوشته شد؟)، المكتبة المتخصصة للتاريخ الإسلامي والإيراني، شباط 2017 م.[38]

## طالع أيضًا
- محمد إبراهيم الكلباسي
- ميرزا القمي
- زكريا بن إدريس الأشعري القمي
- سيد محمد حجة كوه كماري
- أحمد بن إسحاق الأشعري القمي
- زكريا بن آدم الأشعري القمي
- آغا حسين خنساري